# VHD (formato de archivo)
VHD es un formato de archivo que representa una unidad de disco duro virtual. Contiene lo mismo que lo que se puede encontrar en un disco duro físico, como particiones de disco y un sistema de archivos, aparte de archivos y carpetas. Es usado típicamente como un disco duro de una máquina virtual.
El formato fue creado por Connectix para Virtual PC, conocido como Microsoft Virtual PC desde que Microsoft adquirió Connectix en 2003.

## Características
Un VHD permite la ejecución de múltiples sistemas operativos para residir en una simple máquina host. Este método ayuda a los desarrolladores a probar software en diferentes SO, sin el costo de instalar una segunda unidad de almacenamiento o particionar una mediante múltiples volúmenes. La capacidad para modificar directamente un disco duro de una máquina virtual desde un servidor host soporta algunas aplicaciones, incluyendo:
- Mover entre un VHD y el host
- Copia de seguridad y restauración
- Antivirus y seguridad
- Administración de imagen y patching
- Conversión de disco (físico a virtual, y viceversa)
- Mantenimiento del ciclo de vida.

### Arranque nativo de un VHD
El Arranque nativo de un VHD se refiere a la capacidad de un equipo físico de montaje y arranque de un sistema operativo dentro de una VHD. Windows 7 Enterprise y Ultimate soportan esta capacidad, tanto con y sin un sistema operativo host actual. Windows Server 2008 R2 también es compatible con esta característica.

### Limitaciones
El formato VHD tiene una limitación de poco menos de 2 TiB (2040 GiB) para el tamaño de cualquier dinámica o de diferenciación VHD. Esto es debido a un sector de la tabla de particiones que sólo permite una máxima de 32 bits de la cantidad. Se calcula multiplicando 232 por 512 bytes por sector.

## Soporte de software
Inicialmente, este formato ha sido usado exclusivamente por Microsoft Virtual PC (y Microsoft Virtual Server). Sin embargo, Microsoft llegó a usarlo más tarde en Hyper-V, el hipervisor de virtualización basado en la tecnología de Windows Server 2008. En Windows 7 y Windows Server 2008 R2 es posible crear, montar, y arrancar archivos Virtual Hard Disk directamente.
Existen productos de terceros que también utilizan este formato de archivo. Un ejemplo de ellos es Oracle VirtualBox, contando con soporte en versiones 2 y adelante. El formato VHD es también soportado por el hipervisor Xen.

### Modificaciones offline
A veces es útil modificar un archivo VHD sin arrancar un sistema operativo. Hyper-V soporta la modificación de un VHD sin conexión, que proporciona a los administradores la capacidad de acceder de forma segura a los archivos dentro de un VHD sin tener que crear una instancia de una máquina virtual. Esto proporciona a los administradores con acceso granular a los VHD y la capacidad para realizar algunas tareas de administración sin conexión. El Administrador de Discos de Windows puede conectar directamente un .vhd como una letra de unidad en Windows 10, Windows 8.x, Windows 7, Windows Server 2008 (64 bits) y Windows Server 2008 R2.
Para situaciones donde montar un VHD dentro del sistema operativo es indeseable, varios programas habilitan desarrolladores de software para inspeccionar y modificar archivos VHD, incluyendo .NET DiscUtils, WinImage y R1soft Hyper-V. 7-Zip soporta la extracción e inspección de archivos VHD.

## Sucesor
Con la llegada de Hyper-V, aparece el formato de archivo VHDX (Virtual Hard Disk v2) que es considerado el sucesor directo de VHD. Entre sus mejoras se encuentra el modo de tamaño dinámico, que aumenta el peso del archivo a medida que se almacenan datos en el disco virtual (y viceversa), en lugar de alojarlos directamente; lo que ahorra un montón de espacio innecesario. También permite el guardado de datos de hasta 64 terabytes, en contraste con los 4 de su predecesor.